# 大魔獣激闘 鋼の鬼
『大魔獣激闘 鋼の鬼』（だいまじゅうげきとう はがねのおに）は、1987年12月10日にVHSで発売された日本のOVA作品。ビスタサイズ、60分。

## 概要
本作品のメインスタッフである平野俊弘・会川昇・大畑晃一は、かつてテレビアニメ『マジンガーZ』のリメイク作品『大魔神我』を企画していたが、諸事情によって製作中止となった。そこで、会川が提出していた案を元として新たに企画されたのが、本作品である。その後、『大魔神我』の要素はスーパーロボット特有の派手で荒唐無稽なアクションが『破邪大星ダンガイオー』に、志向していたハードなドラマが本作品に、それぞれ受け継がれた。両作品とも、メインスタッフとして前述の面々が参加している。
作画監督にクレジットされている大張正己と佐野浩敏は、それぞれ主役メカである大魔獣・鋼（ハガネ）と、敵となる大魔獣・怒鬼（ドキ）の作画監督を手がけている。両者は立ち位置的に「ヒーロー的な描写」と「禍々しい魔獣的な描写」がディテール面はもとより動作にまで求められたため、あえて作監を別々に置き、明確に違うイメージを打ち出そうとした結果である。
2006年12月22日にはDVD化された（発売：徳間書店 / 販売：ハピネット）が後に廃盤となっており、2022年現在でもBD化されていない。しかし、バンダイチャンネルやGYAOなどでは有料配信されている。

## ストーリー
絶海の孤島に設立された軍事複合研究施設サンサーラ。タクヤは親友ハルカからの救いを求める手紙を受け取り、3年ぶりに島へと戻ってきた。
タクヤを出迎えたのはかつての恋人で、今はハルカと付き合っているリーズだった。駐留軍に所属するリーズのエスコートで研究所を訪れたタクヤは、自分が島を去るきっかけを作ったガルンがサンサーラの所長になっている事を知る。3年前、島で発見された粒子・マルーダクオークを応用したマルーダビーム実験の直後に空を裂いて出現した謎の物体のサンプル回収でタクヤとハルカは危うく命を落としかけたが、その時強硬に回収を命じたのがガルンだったのだ。
ガルンの下で教授となり粒子ビームの研究を続けていたハルカは、タクヤとの再会を喜ぶが手紙の事は知らないという。その様子にリーズはここ最近ハルカの様子がおかしいと語る。その夜、タクヤはハルカの呼びかけで一緒に食事をする事になったが、以前ハルカの恋人だったコンピュータ技師のルイからもハルカがおかしいと聞かされる。
翌朝、島の裏側にあった施設が前夜に原因不明の壊滅を遂げた事を知ったタクヤはその場を訪れ、施設の残骸の中に3年前の事件の際ハルカと共に命がけで採取したサンプルに似た破損パターンの岩塊を見つける。早速サンサーラのデータベースを調べるタクヤだったが、マルーダビーム実験にまつわる事項は全てガルンの所長権限によって閲覧が制限されており、サンプルはハルカがどこかへ持ち去った事も知る。
データが封印されている事をリーズに話してハルカの研究について聞こうとするタクヤだったが、リーズはハルカに疑いの目を向けるタクヤに頑なな態度を取る。どうしても研究の事を知りたいタクヤはルイの協力で所長室へと忍び込み、マルーダビーム実験に関するデータの閲覧に成功。その中にあった資料映像に映るハルカは、サンプルを採取した物体が異なる次元から来た存在であるという仮説を語っていた。所長室を後にしてタクヤと別れたルイの前に、普段の穏やかさとは打って変わった激しい怒りを露わにした表情で、二人が忍び込んだ事を知り待ち伏せしていたハルカが現れる。
ハルカに会うため再びサンサーラを訪れたタクヤは、研究施設が駐留軍によって制圧されている状況に目を丸くする。頻発する地震等の度重なる異常事態を重く見た駐留軍は、強硬手段に打って出たのだ。
ハルカの研究室では、ガルンがタクヤを待っていた。タクヤがマルーダビーム実験やハルカの研究を調べ回っているのを疎んじたガルンは、真実と引き換えにタクヤを島から追い出そうとする。ガルンはマルーダクオークが次元粒子とでも呼ぶべき性質を持っている事や、ハルカがマルーダクオークをビームとして放出すれば別次元の通路を開く性質を有している事を発見し、粒子ビーム砲を応用した次元転移砲によって異次元への通路を開いて異次元から物体を取り出す実験を行っていることを語る。
タクヤは何が生じるか分からない危険な実験を止めようとしないガルンを非難するが、研究成果の独り占めを目論むガルンはそれを鼻で笑って受け流した。その態度に激昂してガルンに掴みかかるタクヤだったが、警備員によって研究室からつまみ出されてしまう。在留用に宛がわれた部屋に戻ったタクヤは、ハルカから不可解な連絡を受ける。ハルカが連絡を取ってきた場所へ向かうタクヤ。そこはガルンがハルカに与えた秘密の研究施設で、待っていたのはタクヤが知るのとはまるで別人のような雰囲気のハルカと物言わぬ死体となったルイだった。
ハルカは3年前のサンプルをタクヤに渡すと、マルーダ粒子ビームの性質を実証するため次元転移砲を作り実験を成功させた事、そして開いた異次元の扉から出現した物体が次元転移砲と融合した事を話し始める。その物体が何かと問うタクヤに、ハルカは「破壊の意思」「亜空間の彼方から呼び込まれた絶対的な力、究極の意思」と答え、3年前の物体が目覚めを見せなかったのはサンプルの採取が原因であると説明する。
ハルカが御しきれない力に身も心も囚われている事をタクヤが察しているところへ、案内役のリーズを伴った駐留軍の捜索隊がやってくる。ハルカを捕らえようとする駐留軍だったが、ハルカは超常的な力を発揮して施設の奥に置かれていた物体――異形の大魔獣「怒鬼」と融合する。
それまでの活動にはサンサーラのあらゆる場所から少しずつ掻き集めたエネルギーを使う事で「怒鬼」の存在を悟られないようにしていたハルカだったが、研究について探るタクヤを脅威と感じてあらかじめエネルギーバイパスの確保を行っていた。そして一斉に「怒鬼」へとエネルギーが吸い込まれた結果、これまでとは比べ物にならないほどの異常事態がサンサーラを襲う。研究施設はおろか隣接する市街までもが崩壊を始め、タクヤの目の前でリーズはその崩壊へと飲み込まれていった。怒りと悲しみに肩を震わせるタクヤは廃墟の中に聳え立つ「怒鬼」を見上げ、戦う事を決意する。
ハルカが「怒鬼」と融合する直前、苦しげに呟いた場所――港の第七倉庫には作業用パワードギアを積み込んだ船が置かれていた。それは狂気に飲み込まれた自分＝「怒鬼」をタクヤに抹殺させるため、ハルカが用意したものだった。タクヤは3年前の事件が起こった海域へ赴くとパワードギアで深海へと潜り、沈んでいる物体にサンプルを嵌め込む。欠けていた部分を得た物体はパワードギアごとタクヤを取り込みながら変容を開始した。
島の沖に停泊していた駐留軍の艦隊は異常事態となったサンサーラの実態を掴みあぐねていたが、そこへガルンが現れる。もはや事態に収拾のつけようが無い事を悟ったガルンは保身のためサンサーラごと真実を葬り去ろうと考え、異常事態が他国の陰謀によるものと騙って衛星軌道上からのマルーダビームによる砲撃を進言した。その直後、サンサーラにマルーダビームが直撃する。「怒鬼」の始動と出現で生まれた瓦礫の山は絶大な破壊力を誇るビームによって焼き尽くされ無に帰したが、「怒鬼」は降り注ぐビームのエネルギーをも取り込んで遥か洋上の艦隊を攻撃。目に見えない力に襲われた艦隊はなす術なく壊滅し、ガルンもその中で絶命する。
焦土と化したサンサーラに立つ「怒鬼」。その中枢にいるハルカは破壊が終わり静けさを取り戻した海から迫り来る存在を感じる。ハルカが感じたのはタクヤを取り込んだあの物体――「怒鬼」に対抗しうる、もう一体の大魔獣だった。その名は「鋼」。
タクヤは力に飲み込まれたハルカを救い出そうという思いだけを頼りに「鋼」を操るが、「怒鬼」は融合したハルカの経験や破壊の意思で優位に立っている上、状況に応じた変形を繰り返して「鋼」を圧倒する。壮絶な戦いの中、一度は「怒鬼」を仕留める好機を得たタクヤだったが、ハルカの命を奪う事に躊躇が生まれてしまう。その躊躇いの生んだ隙にハルカは何ら迷う事なく「鋼」を攻撃する。そして最終形態へと変貌を遂げた「怒鬼」は、広げた翼から発生させた力場へ「鋼」を引きずり込んでしまった。異次元へと飛ばされ、一度は戦う事を諦めたタクヤだったが、脳裏に響いたハルカの声に固い決意が蘇る。その決意は「鋼」のパワーをも呼び覚まし、再び「怒鬼」と戦うための帰還を果たさせるのだった。
今度こそ「鋼」を葬り去るべく、先ほど以上の強力な力場を発生させる「怒鬼」。しかし「鋼」は力場をものともせず「怒鬼」に肉迫。そしてタクヤは、今度は躊躇わずにハルカのいる頭部へと一撃を見舞う。死の間際、ハルカは安らぎに満ちた声で自分を破壊の呪縛から解き放ってくれた友の名を呟いた。そして中枢を失った「怒鬼」は凄まじいエネルギーを放出しながら消滅し、「鋼」の姿もそのエネルギーの奔流の中へ消えていった。
かつてサンサーラと呼ばれた場所は水没し、存在していた全てが失われた。だが、そこに唯一残ったものもあった――それは愛する友を討つ事でその魂を救った男の姿だった。

## キャスト
- タクヤ・グルーズ（声：古川登志夫）
- ハルカ・アルファード（声：井上和彦）
- リーズ・モルン（声：荘真由美）
- ルイ（声：玉川紗己子）
- ガルン・ハイエッツ （声：阪脩）
- ナレーション、キム（声：仲村秀生）

## スタッフ
- 企画 - 尾形英夫
- プロデューサー - 三浦亨、横尾道男
- 原案、脚本 - 会川昇
- 監督 - 平野俊弘
- キャラクターデザイン - 恩田尚之
- メカニックデザイン、特技監督 - 大畑晃一
- 作画監督 - 恩田尚之、大張正己、佐野浩敏
- 美術監督 - 荒井和浩
- 撮影監督 - 玉川芳行
- 録音監督 - 斯波重治
- 音楽 - 川崎真弘
- 製作 - 山下辰巳、AIC、徳間書店

## 主題歌
イメージテーマ曲「BURNING EYES」「JUST BECAUSE」
作詞 - 大津あきら（「BURNING EYES」）、YABU（「JUST BECAUSE」） / 作曲 - 杉田裕 / 歌 - J-WALK

## 小説版
小説版『大魔獣激闘 鋼の鬼』は、徳間書店アニメージュ文庫より、会川自身の執筆により発行された。カバーは髙荷義之、本文挿絵は末弥純が手がけている。
これはアニメ版のノベライズではなく、アニメ版が作られる前のプロットに準拠した内容となっており、舞台が日本・北海道のS島で登場人物も全員日本人となっている。特筆すべきはガルンに相当する人物が琢哉（タクヤ）の実の父親で遙（ハルカ）の育ての親でもあるというところ。これに当たってタクヤとハルカ、そしてタクヤの父との相関関係その他も当然の事ながら違っており、本作品の「親友を自らの手で討つ」というテーマの描写においてアニメとはまた違うディテールが生まれている。
またラストについても、アニメのように救いようのないものではなく、若干希望を感じさせる終わり方になっている。

### 登場人物（小説版）
真貴 琢哉（まき たくや）
アニメ版のタクヤに相当。父の生き方に反発しS島を出て札幌市内の大学に進むも、退学してS島に戻る。真貴と再会したその場で発掘されたばかりの石版をたたき割り、それがきっかけとなったように地中から「鋼」が現れる。
新藤 遙（しんどう はるか）
アニメ版のハルカに相当。2歳の時に両親が事故死し、父の友人の真貴に引き取られ、琢哉とともに兄弟のように育てられる。琢哉と異なり科学者として才気があり、国立S島研究所に残った。発掘された石版から「怒鬼」の存在を知り、次元の彼方から呼び出す。
碧泉 優子（あおいずみ ゆうこ）
アニメ版のリーズに相当。北海道本土のD町生まれで高校生の年齢だが、学校のある時期でもS島の研究所に呼ばれることがある。鋼と怒鬼を消滅させるべくアメリカの衛星がS島にビームを打ち込む前に、ヘリコプターで本土へ逃れ、その後琢哉を捜す巡視船に乗り込む。
悠季（ゆうき）
アニメ版のルイに相当。S島でバーを経営しており、客として訪れ時には関係をもつ琢哉、遙のこともよく理解している。町を破壊していく怒鬼を遙と見抜いて琢哉に知らせるが、その攻撃の中に消える。
真貴 隆之（まき たかゆき）
琢哉の父、地質学者。日本本土では見られない超古代の地層が調査できるS島の研究費用を、採掘のために自身が開発したロボットのような「パワードギア」の技術をソビエト連邦に渡さない代償に国から得たことに対し、複雑な感情を持ち、遙に延々と繰り言を言うことがある。S島から脱出していくヘリコプターのうち1機が怒鬼（遙）の攻撃で爆発するが、それに真貴が乗っていたのは偶然だったのか……。
伊咲（いさき）
真貴の部下。
広二（こうじ）
琢哉の同級生。ラストでは、遙との戦いで傷ついた琢哉を捜す巡視船に乗っていた。
太一（たいち）
D町の漁港と研究所のあるS島との往復船を運行している老人で、琢哉をS島へ運ぶ。
小杉（こすぎ）
陸上自衛隊北海道第二師団司令部の調査連絡室所属で一尉。怒鬼の出現を衛星からとらえたアメリカの要請でS島へ調査に来る。脱出時に真貴と同じヘリに乗っており死亡。

## 評価
ライターの小黒祐一郎は、ウェブサイト「WEBアニメスタイル」にて「『ダンガイオー』とはまるで方向が違うが、企画経緯を考えれば表裏一体の作品だろう」や、「『戦え!!イクサー1』と並ぶ平野監督の代表作である」との旨を明かしている。
大張は、自身のTwitterにて「自身のキャリア中最もスケジュールがなかったが、恩田や佐野ら尊敬する先輩たちと机を並べて仕事できたのは良い経験だった」との旨を明かしている。